# Joseph Houget
Joseph Antoine Fernand Houget, né à Verviers le 16 mai 1858 et y meurt le 26 mai 1927, est un homme politique belge wallon, membre du Parti libéral.
Houget est ingénieur et industriel, reprenant les activités de son père Adrien Houget (manufacture de machines et de garnitures de cardes).
Il est conseiller communal à Verviers et élu député à la Chambre.
Son fils Adrien est sénateur et bourgmestre de Verviers.

## Source
- bio dans Liberaal Archief